# 오일 다운
오일 다운(영어: oil down)은 그레나다를 비롯한 카리브 지역에서 먹는 전통 스튜이다. 그레나다의 국민 음식으로 여겨진다.

## 이름
영어 "오일 다운(oil)"은 "기름"을 "다운(down)"은 "아래"를 뜻한다. 영어로 "(국물 등을) 졸이다"를 뜻하는 말이 "쿡 다운(cook down)"이며, 코코넛기름이 든 코코넛밀크 국물이 졸여지기 때문에 이런 이름이 붙었다.

## 만들기
빵열매와 염장고기(돼지꼬리, 쇠고기 등), 닭고기, 여러 가지 채소(당근, 오크라, 풋바나나, 프로비전, 호박 등), 토란 잎, 밀가루 덤플링 등을 코코넛을 강황과 함께 갈아 만들어 노란 빛을 띠는 코코넛 밀크에 스튜해 내는 음식이다. 그 외에 고수, 마늘, 파, 백리향, 스코치보닛고추 등 향신채·허브가 쓰인다.

## 같이 보기
- 런 다운
- 스튜 피즈